# L'Arrière-pays
L'Arrière-pays je francouzský hraný film z roku 1998, který režíroval Jacques Nolot podle vlastního scénáře. Snímek měl světovou premiéru na filmovém festivalu v Cannes v květnu 1998.

## Obsazení
| Mathilde Moné         | Line, matka |
| Henri Gardey          | Yvan, otec  |
| Jacques Nolot         | Jacqui      |
| Raphaëline Goupilleau | Annie       |

## Ocenění
- César: nominace v kategorii nejlepší filmový debut (Jacques Nolot)